# Damalis londti
Damalis londti är en tvåvingeart som beskrevs av Scarbrough 2006. Damalis londti ingår i släktet Damalis och familjen rovflugor.
Artens utbredningsområde är Laos. Inga underarter finns listade i Catalogue of Life.